# ヨカヨカ
ヨカヨカ（欧字名:Yoka Yoka、2018年5月13日 - ）は、日本の競走馬、繁殖牝馬。
熊本県熊本市産まれの九州産馬ながら一般馬を相手に勝利を重ね、1984年のグレード制導入後初となる熊本県産馬によるJRA平地オープン特別競走（2020年フェニックス賞）ならびに平地重賞競走（2021年北九州記念・GIII）での勝利を記録、同県産馬初のJRA・GI出走を果たした。
馬名の由来は九州地方の方言で「いいよ、いいよ」の意。

## 戦績

### デビュー前
本馬の母・ハニーダンサーはもとは北海道浦河町の大島牧場に繋養されており、本田土寿の息子が北海道での獣医生活を終え帰郷する際に譲り受けた。この時種付けされていたトゥザグローリー産駒の半姉ローランダーは、2019年のひまわり賞で2着に入った。
2019年6月まで本田土寿牧場で育てられたヨカヨカは、九州1歳市場に出されてJRAに340万円で落札された。翌7月からJRA宮崎育成牧場に移動し、JRA育成馬として調教を受けた。2020年JRAブリーズアップセールでは、宮崎育成牧場で行われた公開調教育成馬展示会で2F23秒0、11秒0の調教1番時計をマークするなど大きな注目を集め、現オーナーの岡浩二に1122万円で購買されている。

### 2020年（2歳）
栗東の谷潔厩舎に入厩。夏の小倉開催での九州産馬限定競走を待たず、6月13日の阪神競馬場での1200m新馬戦でデビューした。自身以外の全馬が北海道生まれの一般馬の中、スタートこそ後手を踏んだが先行集団に取り付くと、メンバー最速の上がり3ハロン34秒7の末脚を披露し、1番人気のモントライゼをアタマ差差し切って快勝。一般馬相手の新馬戦における九州産馬の勝利は2017年のレグルドール以来、3年ぶりの快挙となった。騎乗した福永祐一は「スタートは出なかったが、二の足〈原文ママ〉でリカバリーしてくれた。相手がしぶとかったけど、よく抑え込んでくれた」「九州産同士では2枚くらい力が上なんじゃないかな。一般馬相手でも勝ち切ってくれた。調教のいい動きを競馬でも出してくれた」、谷は「思ったよりゲートが出なくて、焦ったけど、うまく立ち回ってくれた。追ってからしっかり伸びて、調教通り。これから成長してくれそう」とレースぶりを高く評価した。
次走も一般馬を相手にフェニックス賞 (8月15日、小倉芝1200m)に出走。新馬戦で負かしたモントライゼは続く未勝利戦を大差で逃げ切っており、ヨカヨカの評価と期待は更に高まって単勝オッズ1.4倍の1番人気に支持された。レースでは最内枠から先手を取り、道中シュリーデービーに競りかけられるがこれを振り切ると、直線では二の脚を繰り出して迫るセレッソフレイム以下を振り切って、1分7秒9の好時計で連勝した。九州産馬によるフェニックス賞勝利は1998年コウエイロマン以来、熊本県産馬の平地オープン勝利は1984年のグレード制導入後初の快挙となった。福永は「一般馬相手でも時計は速いし、いい結果だった。馬も前より良くなっていた」「逃げたくはなかったけど、それでも押し切って完成度は高い。（これから）選択肢が増えた」、谷は「（2番手の馬に）絡まれたけど、よく最後まで頑張った。しまいは脚が上がっていてもこの時計だからね。ほっとした。良かった」と振り返った。
フェニックス賞優勝後も小倉に滞在し、小倉2歳ステークスに向かう選択肢もあったが、陣営は九州産馬限定のオープン特別競走であるひまわり賞を選択。デビューから2戦と違い一般馬はいなかったものの、別定戦のため2歳牝馬としては異例の斤量57kgを背負うこととなった。それでも単勝1.3倍の圧倒的な1番人気に支持されると、レースでは好スタートから楽々ハナを奪うと、スピードを保ったまま、鞍上の福永がムチを入れることなく3馬身半差で圧勝。重い斤量を克服し、力の違いを見せつけて無傷の3連勝を飾った。2歳馬が斤量57kgを背負っての勝利は2005年のメイショウサムソン（中京2歳ステークス）以来、牝馬としては記録のある1955年以降では史上初の快挙となった。レース後、鞍上の福永は「道中はリラックスして、良いフォームで走っていました。馬場の良いところで、57キロの負担を少しでもかけないようにと思って乗りました」とコメントし、谷調教師は、賞金的に来年の桜花賞に出走できる可能性が出てきたことから「桜花賞に出してあげたいね」と展望した。なお、小倉2歳ステークスの出走は自重した。
秋緒戦はファンタジーステークスで2番人気に推されるも5着。この敗戦もあり、12月13日の阪神ジュベナイルフィリーズでは10番人気まで評価を下げて出走。レースでは本馬が逃げる展開になり、直線残り200mで勝ち馬ソダシにかわされるも、ゴールまで脚色は衰えず5着で入線した。熊本県産馬のJRA・GI出走は同じく出走したルクシオンと共に初めて、九州産馬がGIの掲示板を確保したのも初めてのことである。

### 2021年（3歳）
2021年の初戦は阪神1400mのフィリーズレビューを選択。ここまでの全レースに騎乗した福永が金鯱賞でブラヴァスに騎乗するため、鹿児島県出身の幸英明を新たな鞍上に迎えて臨んだ。重賞勝ち馬の出走はなく、オープン2勝の実績を持つ本馬は2番人気に推された。好スタートから道中は4、5番手を進むと、最後の直線残り100mでいったんは先頭に躍り出たが、外からシゲルピンクルビーに差し切られてクビ差の2着に終わった。谷は「直線で先頭に立った時は勝ったと思ったけどね。でも、いい位置につけて、一番強い競馬をしていた」とレースぶりを評価し、「レース後もカイバ食いがいい（ので）」と引き続き幸とのコンビで優先出走権を獲得した桜花賞へ出走することを決めた。
4月11日の桜花賞に11番人気で出走。まずまずのスタートから道中は好位を追走するも、第3・第4コーナーで後続に捲られて手応え悪く失速、最後は17着で終わった。
続いては3戦3勝の実績を残している芝1200mで行われる重賞・葵ステークスに出走。道中は馬群の中ほどを追走し、最後の直線に入ると一瞬前が詰まってしまうもののすぐに外に持ち出して猛然と追い込むが、先に抜け出したレイハリアにハナ差届かず2着となった。
小倉競馬場で行われたCBC賞では1番人気に推されるも、最後の直線で伸びを欠いて5着に終わる。続いて8月22日の北九州記念に5番人気として出走。最終直線で外から差し切る体勢に入り、2番人気のモズスーパーフレアをゴール前で差し切り、内から迫った4番人気ファストフォースも振り切って快勝。これにより熊本産馬として初のJRA重賞制覇、九州産馬という括りでも2005年のアイビスサマーダッシュを制したテイエムチュラサン以来、16年振りのJRA平地重賞となった。
次走はスプリンターズステークスを予定していたが、調教中の9月22日に左第1指節種子骨を骨折し、競走能力喪失と診断された。10月22日付けで競走馬登録を抹消、同日に栗東トレセンを退厩した。その後は同トレセン近郊の島上牧場で静養。馬主の岡が所有する北海道新ひだか町のサンデーヒルズで繁殖牝馬となる。

## 競走成績
以下の内容は、netkeiba.comの情報に基づく。
| 競走日     | 競馬場 | 競走名             | 格   | 距離（馬場）  | 頭 数 | 枠 番 | 馬 番 | オッズ （人気） | 着順 | タイム （上り3F） | 着差 | 騎手      | 斤量 [kg] | 1着馬（2着馬）         | 馬体重 [kg] |
| ---------- | ------ | ------------------ | ---- | ------------- | ----- | ----- | ----- | --------------- | ---- | ----------------- | ---- | --------- | --------- | ---------------------- | ----------- |
| 2020.06.13 | 阪神   | 2歳新馬            |      | 芝1200m（良） | 8     | 3     | 3     | 002.50（2人）   | 01着 | R1:10.8（34.7）   | -0.0 | 0福永祐一 | 54        | （モントライゼ）       | 452         |
| 0000.08.15 | 小倉   | フェニックス賞     | OP   | 芝1200m（良） | 10    | 1     | 1     | 001.40（1人）   | 01着 | R1:07.9（35.0）   | -0.2 | 0福永祐一 | 54        | （セレッソフレイム）   | 448         |
| 0000.08.29 | 小倉   | ひまわり賞         | OP   | 芝1200m（良） | 17    | 1     | 2     | 001.30（1人）   | 01着 | R1:09.2（35.2）   | -0.6 | 0福永祐一 | 57        | （テイエムサツマドン） | 446         |
| 0000.11.07 | 阪神   | ファンタジーS      | GIII | 芝1400m（良） | 12    | 3     | 3     | 004.00（2人）   | 05着 | R1:20.5（34.7）   | -0.4 | 0福永祐一 | 54        | メイケイエール         | 450         |
| 0000.12.13 | 阪神   | 阪神JF             | GI   | 芝1600m（良） | 18    | 4     | 8     | 052.4（10人）   | 05着 | R1:33.5（34.8）   | -0.4 | 0福永祐一 | 54        | ソダシ                 | 454         |
| 2021.03.14 | 阪神   | フィリーズレビュー | GII  | 芝1400m（良） | 18    | 4     | 8     | 004.90（2人）   | 02着 | R1:20.8（35.3）   | -0.1 | 0幸英明   | 54        | シゲルピンクルビー     | 458         |
| 0000.04.11 | 阪神   | 桜花賞             | GI   | 芝1600m（良） | 18    | 6     | 12    | 057.2（11人）   | 17着 | R1:34.0（36.7）   | -2.9 | 0幸英明   | 55        | ソダシ                 | 456         |
| 0000.05.29 | 中京   | 葵S                | 重賞 | 芝1200m（良） | 18    | 1     | 2     | 005.10（3人）   | 02着 | R1:08.1（34.0）   | -0.0 | 0幸英明   | 55        | レイハリア             | 446         |
| 0000.07.04 | 小倉   | CBC賞              | GIII | 芝1200m（良） | 13    | 6     | 9     | 002.70（1人）   | 05着 | R1:06.4（33.8）   | -0.4 | 0和田竜二 | 51        | ファストフォース       | 454         |
| 0000.08.22 | 小倉   | 北九州記念         | GIII | 芝1200m（稍） | 18    | 8     | 17    | 008.80（5人）   | 01着 | R1:08.2（34.4）   | -0.2 | 0幸英明   | 51        | （ファストフォース）   | 458         |

## 繁殖入り後
引退後は北海道新ひだか町にあるサンデーヒルズで繁殖牝馬となった。初年度の交配相手にキズナが選ばれた。
2022年7月から8月にかけて行われた、『京都競馬場Presents アイドルホースオーディション2022』では、第4位を獲得し、ぬいぐるみが発売された。
|       | 馬名           | 生年   | 性 | 毛色   | 父           | 馬主 | 厩舎 | 戦績           | 主な勝ち鞍 |
| ----- | -------------- | ------ | -- | ------ | ------------ | ---- | ---- | -------------- | ---------- |
| 初仔  | ヨカヨカの2023 | 2023年 | 牡 | 青鹿毛 | キズナ       |      |      | （デビュー前） |            |
| 2番仔 | ヨカヨカの2024 | 2024年 | 牡 | 黒鹿毛 | コントレイル |      |      |                |            |

- 2024年9月25日現在

## 血統表
| ヨカヨカの血統                                          | ヨカヨカの血統                              | ヨカヨカの血統               | （血統表の出典）             | （血統表の出典） |
| 父系                                                    | ミスタープロスペクター系                    | ミスタープロスペクター系     | ミスタープロスペクター系     | [ § 2 ]          |
| 父 * スクワートルスクワート Squirtle Squirt 1998 黒鹿毛 | 父の父Marquetry 1987 栗毛                   | Conquistador Ciero           | Mr. Prospector               | Mr. Prospector   |
| 父 * スクワートルスクワート Squirtle Squirt 1998 黒鹿毛 | 父の父Marquetry 1987 栗毛                   | Conquistador Ciero           | K D Princess                 |                  |
| 父 * スクワートルスクワート Squirtle Squirt 1998 黒鹿毛 | 父の父Marquetry 1987 栗毛                   | Regent's Walk                | Vice Regent                  | Vice Regent      |
| 父 * スクワートルスクワート Squirtle Squirt 1998 黒鹿毛 | 父の父Marquetry 1987 栗毛                   | Regent's Walk                | Lover's Walk                 |                  |
| 父 * スクワートルスクワート Squirtle Squirt 1998 黒鹿毛 | 父の母Lost the Code 1990 鹿毛               | Lost Code                    | Codex                        | Codex            |
| 父 * スクワートルスクワート Squirtle Squirt 1998 黒鹿毛 | 父の母Lost the Code 1990 鹿毛               | Lost Code                    | Loss Or Gain                 |                  |
| 父 * スクワートルスクワート Squirtle Squirt 1998 黒鹿毛 | 父の母Lost the Code 1990 鹿毛               | Smarter by the Day           | Smarten                      | Smarten          |
| 父 * スクワートルスクワート Squirtle Squirt 1998 黒鹿毛 | 父の母Lost the Code 1990 鹿毛               | Smarter by the Day           | Tentamara                    |                  |
| 母 ハニーダンサー 2004 栗毛                             | 母の父Danehill Dancer 1993 鹿毛             | *デインヒル                  | Danzig                       | Danzig           |
| 母 ハニーダンサー 2004 栗毛                             | 母の父Danehill Dancer 1993 鹿毛             | *デインヒル                  | Razyana                      |                  |
| 母 ハニーダンサー 2004 栗毛                             | 母の父Danehill Dancer 1993 鹿毛             | Mira Adonde                  | Sharpen Up                   | Sharpen Up       |
| 母 ハニーダンサー 2004 栗毛                             | 母の父Danehill Dancer 1993 鹿毛             | Mira Adonde                  | Lettre d'Amour               |                  |
| 母 ハニーダンサー 2004 栗毛                             | 母の母* ハニーバン Honey Bun 鹿毛 1991 鹿毛 | Unfuwain                     | Northern Dancer              | Northern Dancer  |
| 母 ハニーダンサー 2004 栗毛                             | 母の母* ハニーバン Honey Bun 鹿毛 1991 鹿毛 | Unfuwain                     | Height of Fashion            |                  |
| 母 ハニーダンサー 2004 栗毛                             | 母の母* ハニーバン Honey Bun 鹿毛 1991 鹿毛 | Cocotte                      | Troy                         | Troy             |
| 母 ハニーダンサー 2004 栗毛                             | 母の母* ハニーバン Honey Bun 鹿毛 1991 鹿毛 | Cocotte                      | Gay Milly                    |                  |
| 母系(F-No.)                                             | ハニーバン系(FN:11)                         | ハニーバン系(FN:11)          | ハニーバン系(FN:11)          | [ § 3 ]          |
| 5代内の近親交配                                         | Northern Dancer 5×5･4=12.50%                | Northern Dancer 5×5･4=12.50% | Northern Dancer 5×5･4=12.50% | [ § 4 ]          |
| 出典                                                    | 1. 2. 3. 4.                                 | 1. 2. 3. 4.                  | 1. 2. 3. 4.                  | 1. 2. 3. 4.      |

- 祖母ハニーバンの半妹に2002年エリザベス女王杯勝ち馬・ファインモーション（父・デインヒル）がいる。  母ハニーダンサーは祖父にデインヒルが入っており、ファインモーションと非常に近しい配合となっている。
- ハニーバンの半弟ピルサドスキーはジャパンカップ、BCターフ、チャンピオンステークスなどの勝ち馬。
- そのほかの近親に2006年オイロパ賞・2008年サンクルー大賞勝ち馬のユームザイン、2014年中山大障害勝ち馬のレッドキングダム。詳細はゲイリー_(競走馬)#ファミリーラインを参照。